# Photinia blinii
Photinia blinii är en rosväxtart som först beskrevs av Hector Léveillé och som fick sitt nu gällande namn av Alfred Rehder.
Photinia blinii ingår i släktet Photinia och familjen rosväxter. Inga underarter finns listade i Catalogue of Life.